# Eiríkur Briem
Eiríkur Briem, född 17 juli 1846 i Melgraseyri vid Ísafjarðardjúp, död 29 november 1929, var en isländsk präst. Han var bror till Páll Briem.
Eiríkur blev candidatus theologiae vid prästskolan i Reykjavik 1867 och var därefter sekreterare hos Islands biskop. År 1874 blev han präst i Steinnes i Húnavatnssýsla och var 1880–1911 docent i filosofi vid prästskolan. Han var en framstående matematiker och inlade sig förtjänsten av att dels främja, dels vara huvudman för flera praktiska inrättningar. Särskilt kan nämnas Söfnunarsjóður Islands (en form av sparkassa), vars stiftare han var och ordförande från dess inrättande 1885. Åren 1880–1891 var han folkvald och 1901–1915 kungavald medlem av alltinget. Av hans skrifter kan främst nämnas en räknebok, Reikningsbók (1869, flera upplagor) och ett tabellverk för multiplikation och division, Tafla til hægðarauka vid margföldun og deilingu (1901).